# 카롤린 틸레
카롤린 틸레(Caroline Tillette, 1988년 7월 16일 ~ )는 프랑스의 배우이다.

## 출연 작품
- 킬러 인 레드 (2017)
- 히트맨 No.2 : 살인면허 (2012)